# Haveringland
Haveringland est une paroisse civile et un village du Norfolk, en Angleterre.